# Ронсевальская земля
Ронсева́льская земля (лат. Roncevaux Terra) — северная половина яркой области Япета (спутника Сатурна), занимающая около трети всей его поверхности. Отделена от южной части яркой области экваториальным горным кольцом и слегка отличается от неё по цвету (южная часть имеет красноватый оттенок).
Самая заметная уникальная особенность Япета — резкое различие альбедо двух его сторон. Одна сторона снежно-белая (она отражает больше половины света), а другая очень тёмная (альбедо 3—5 %). Тёмная область в первом приближении совпадает с ведущим полушарием, а яркая — с ведомым. И ту, и другую делит пополам стена Япета — ряд горных хребтов и отдельных вершин, который тянется вдоль его экватора (но в яркой области этот ряд сильно прерывистый). Площадь яркой области больше, чем тёмной: около 60 % поверхности Япета. Таким образом, доля Ронсевальской земли — около 30 %.

## Открытие и изучение
Большое различие яркости полушарий Япета обнаружил ещё его первооткрыватель — Джованни Доменико Кассини, хотя даже лучшие инструменты его времён не давали возможности увидеть на Япете какие-либо детали. С момента открытия Япета в 1671 году до 1705 года Кассини видел Япет только тогда, когда он находится к западу от Сатурна. В 1705 году, используя более сильный телескоп, Кассини всё же увидел этот спутник во время нахождения к востоку от планеты. Оказалось, что при этом он слабее на 2 звёздные величины. Из этого Кассини сделал два вывода, которые позже подтвердились, — во-первых, одно полушарие Япета намного темнее другого, а во-вторых, оно всегда смотрит в направлении движения спутника по орбите (то есть Япет всегда повёрнут к Сатурну одной и той же стороной).
Первые фотографии Япета (на которых видна и Ронсевальская земля) были получены аппаратом «Вояджер-1» в 1980 году. Намного лучшие снимки дал «Кассини», который изучает систему Сатурна с 2004 года.

## Наименование
Почти все названия объектов на Япете даны по мотивам средневековой французской поэмы «Песнь о Роланде», потому что Кассини открыл этот спутник во время работы во Франции. Ронсевальская земля названа так в честь Ронсевальского ущелья в Пиренеях (в этом ущелье в 778 году произошла описанная в этой поэме битва). Термином «земля» (лат. Terra) в планетной номенклатуре обозначают обширную область с пересечённым рельефом. Латинское название Roncevaux Terra Международный астрономический союз утвердил в 1982 году (в числе первых 20 названий деталей рельефа Япета).
Ронсевальская земля — это северная половина светлой области Япета. Южная половина называется «земля Сарагоса» (лат. Saragossa Terra) в честь упомянутого в «Песни о Роланде» города. Как и другие объекты южного полушария Япета, она оставались безымянной до 2008 года, когда Международный астрономический союз утвердил названия некоторых деталей рельефа, заснятых аппаратом Кассини. Поскольку она получила название намного позже северной части, в некоторых источниках Ронсевальской землёй называют всю яркую область Япета.
Кратеры Ронсевальской земли, как и всей яркой области, названы именами положительных героев «Песни о Роланде» — франков и их союзников. Кратеры тёмной области (или расположенные в пограничной зоне, но имеющие тёмные днища) получили имена их противников — мавров.

## Границы и рельеф
Тёмная область Япета (область Кассини) примерно совпадает с ведущим (передним) полушарием, а яркая — с ведомым (задним). Центры этих областей совпадают с центрами соответствующих полушарий очень точно, но граница между ними проходит не точно по меридиану: она изогнута наподобие линии на теннисном мяче. Яркая область заходит на ведущее полушарие в районе полюсов, а тёмная на ведомое в районе экватора. И ту, и другую делит пополам стена Япета, которая тянется вдоль его экватора (в яркой области она представлена только отдельными вершинами). Таким образом, Ронсевальская земля простирается от экватора, где граничит с землёй Сарагоса, до высоких широт. В её пределах лежит северный полюс Япета.
Как и вся остальная поверхность этого спутника, Ронсевальская земля усеяна кратерами. Среди самых больших — 160-километровый кратер Тибо (лат. Tibbald), 113-километровый Оливье (Oliver), 100-километровый Ожье (Ogier), 95-километровый Шарлемань (Charlemagne), 81-километровый Жебоэн (Geboin).
43-километровый кратер Альмерик (Almeric), также расположенный на Ронсевальской земле, закрепляет систему долгот на Япете: западная долгота его центра принята равной 276,0° (ранее 276,6°).

## Окраска
На снимках с высоким разрешением видно, что граница светлой и тёмной части Япета очень резкая, но сильно разорванная. Отдельные светлые участки есть и внутри тёмной области, а отдельные тёмные — и внутри светлой. Такими отдельными тёмными участками около экватора являются углубления, а на высоких широтах — обращённые к экватору склоны. Аналогично, в тёмной области возвышенности и обращённые к полюсам склоны могут быть яркими.
По всей видимости, цвет Ронсевальской земли близок к изначальному цвету Япета (спутника, состоящего в основном из водяного льда). Тёмный цвет области Кассини, по современным представлениям, вторичен: его создаёт пылевой покров толщиной порядка десятков сантиметров. Это видно по мелким ярким кратерам в этой области и по результатам радарных наблюдений. Происхождение этих различий объясняется тем, что оседание тёмной пыли преимущественно на ведущем полушарии приводит к его более сильному нагреву солнечным светом и испарению оттуда льда, который впоследствии конденсируется на более холодных участках — ведомой стороне и околополярных областях. Получается положительная обратная связь: изначально тёмные участки темнеют, а изначально светлые — светлеют ещё сильнее (детальнее см. в статье «Япет»).
Кроме того, разные части Япета отличаются цветом. На ведущем полушарии Япета и яркие, и тёмные участки заметно краснее, чем на ведомом, а в пределах ведомого южная часть яркой области немного краснее северной.